# Edsger Dijkstra
Edsger Wybe Dijkstra (pronunție neerlandeză:  audio; n. 11 mai 1930, Rotterdam, Țările de Jos – d. 6 august 2002, Nuenen⁠(d), Nuenen, Gerwen en Nederwetten, Brabantul de Nord, Țările de Jos) a fost un informatician neerlandez.
Și-a luat licența în fizică teoretică la Universitatea din Leiden. După o perioadă de lucru ca cercetător la Burroughs Corporation, a lucrat la Universitatea Tehnică din Eindhoven și mai apoi la Universitatea din Austin, Texas, de unde s-a retras în 2000.
Dijkstra a rămas celebru pentru algoritmul drumului minim într-un graf, algoritm care-i poartă numele. De asemenea, într-un articol celebru din 1968, a luat atitudine împotriva folosirii instrucțiunii GOTO, considerînd-o "dăunătoare" (în engleză harmful).